# Симское
Симское (баш. МФА: Эҫемо файле) — село в Иглинском районе Башкортостана, входит в состав Ауструмского сельсовета.

## Население
| 2002 | 2009 | 2010 |
| ---- | ---- | ---- |
| 114  | ↘97  | ↘82  |

Национальный состав
Согласно переписи 2002 года, преобладающая национальность — белорусы (69 %).

## Географическое положение
Расстояние до:
- районного центра (Иглино): 42 км,
- центра сельсовета (Ауструм): 7 км,
- ближайшей ж/д станции (Тавтиманово): 19 км.

## Известные уроженцы
- Маточкин, Юрий Семёнович (18 октября 1931 — 6 июля 2006) — учёный, экономист, политик, глава администрации Калининградской области (1991—1996).